# Rowlands Castle
Rowlands Castle är en by och en civil parish i East Hampshire i Storbritannien. Den ligger i grevskapet Hampshire och riksdelen England, i den södra delen av landet, 90 km sydväst om huvudstaden London. Orten har 2 747 invånare (2011).